# Anneau unique
Pour les articles homonymes, voir Anneau et Unique.

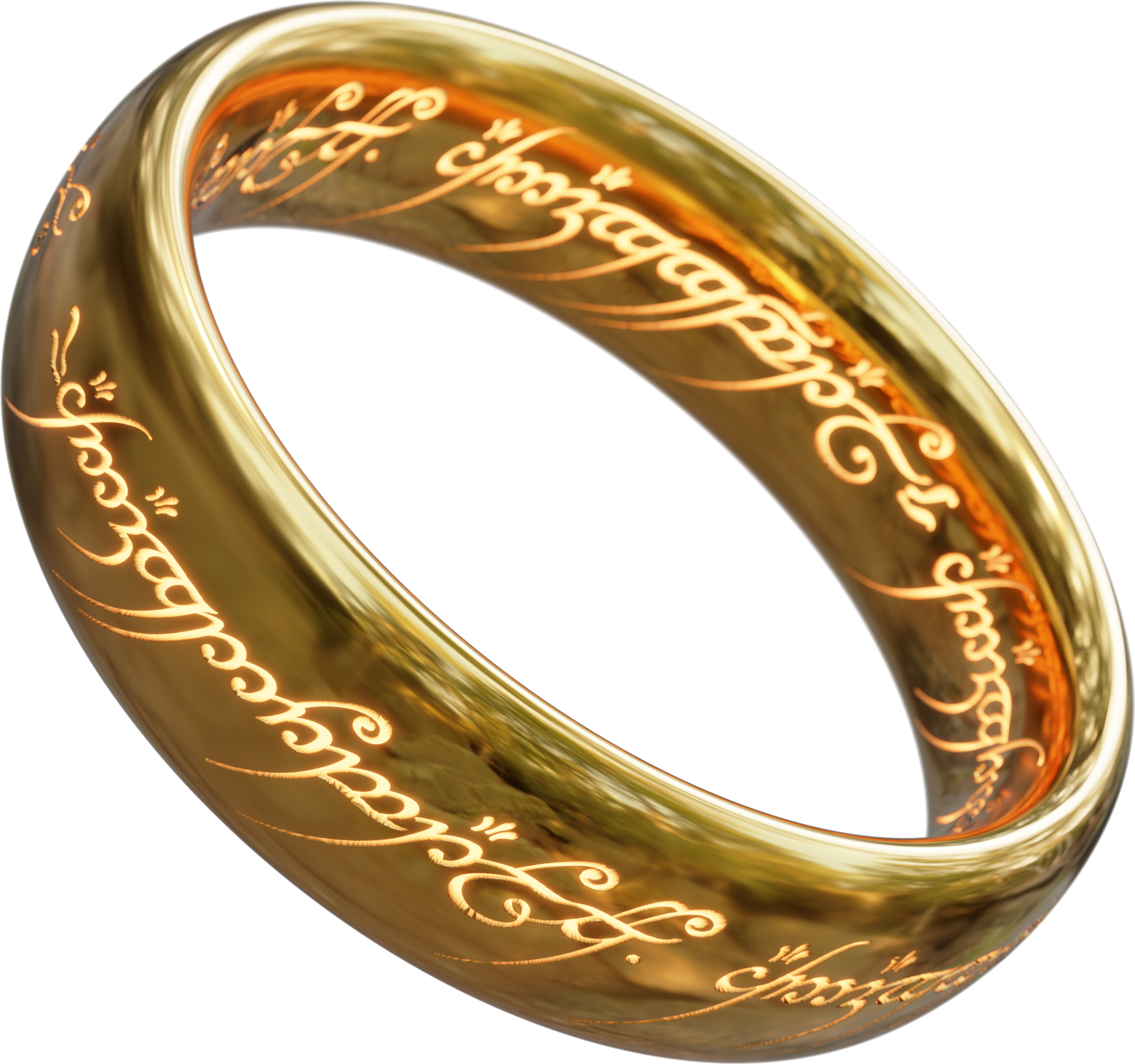
L'Anneau Unique forgé par Sauron.

L’Anneau unique (One Ring en anglais), également appelé l'Unique, est un objet imaginaire créé par l'écrivain britannique J. R. R. Tolkien dans ses romans sur la Terre du Milieu.
Introduit dans Le Hobbit comme un simple anneau magique conférant l'invisibilité à son porteur, celui-ci est au cœur de sa suite, Le Seigneur des anneaux, où il devient un puissant objet, un anneau de pouvoir forgé par le Maia Sauron, le Seigneur des Ténèbres, et qui doit être détruit pour empêcher la Terre du Milieu de tomber sous sa domination.

## Historique
L'histoire de l'Anneau unique est relatée par Gandalf dans le second chapitre du Seigneur des anneaux, et de manière plus détaillée dans le texte Les Anneaux de Pouvoir et le Troisième Âge, qui conclut le Silmarillion :

Inscriptions en noir parler des vers 6 à 9 de l'Anneau unique :
« Ash nazg durbatulûk, ash nazg gimbatul,
Ash nazg thrakatulûk agh burzum-ishi krimpatul ». « Un Anneau pour les gouverner tous. Un Anneau pour les trouver. Un Anneau pour les amener tous et dans les ténèbres les lier »

« Trois Anneaux pour les rois elfes sous le ciel,
Sept pour les seigneurs nains dans leurs demeures de pierre,
Neuf pour les hommes mortels destinés au trépas,
Un pour le Seigneur des Ténèbres sur son sombre trône,
Au pays de Mordor où s'étendent les ombres
Un Anneau pour les gouverner tous
Un Anneau pour les trouver
Un Anneau pour les amener tous,
Et dans les ténèbres les lier
Au pays de Mordor où s'étendent les ombres. »

Au Deuxième Âge de la Terre du Milieu, les forgerons elfes d'Eregion dirigés par le maitre Celebrimbor sont trompés par Sauron, qui se rend parmi eux sous l'apparence aimable d'Annatar et leur prodigue son savoir, grâce auquel ils forgent les Anneaux de Pouvoir, de puissants anneaux magiques. Mais, en secret, Sauron forge son propre anneau dans les flammes de la Montagne du Destin, au Mordor : l'Anneau unique, plus puissant que tous les autres. Il y déverse une grande partie de son pouvoir, ce qui rend l'anneau indestructible, hormis par le feu de l'endroit où il a été conçu. Lorsqu'il porte l'Unique, Sauron sait ce qu'accomplissent les autres porteurs de Grands anneaux et peut contrôler leurs esprits. C'est ainsi qu'il domine les hommes à qui il offre les Neuf ; consumés par leur pouvoir, ils deviennent les Nazgûls, les Spectres et servants de l'Anneau unique. Toutefois, les Elfes parviennent à préserver les Trois, qu'ils tiennent secrets et n'utilisent pas ouvertement.
L'Unique est perdu par Sauron durant la guerre de la Dernière Alliance des Elfes de Gil-galad et des Hommes d'Elendil. Bien que les deux périssent en terrassant Sauron, le fils d'Elendil, Isildur, tranche le doigt de Sauron qui porte l'anneau et le revendique pour sien. Refusant de le jeter dans la Montagne du Destin, il garde l'Unique pour lui, ce qui causera finalement sa perte : à cause de lui, il sera tué plus tard par des Orques près des Champs aux Iris, et l'anneau finira dans les eaux du fleuve Anduin, disparaissant pendant plus de deux mille ans (2-2463).
L'Unique est finalement retrouvé par un hobbit nommé Déagol, tué peu après par son cousin Sméagol, qui lui vole l'objet. Sméagol l'utilise à mauvais escient et devient une créature solitaire et néfaste : Gollum. Chassé par sa communauté, il se réfugie dans les entrailles des Monts Brumeux et vit reclus dans la montagne près de cinq cents ans (2470-2941). Gollum voue alors un véritable culte à l'anneau qui devient même une seconde personnalité dans son inconscient.
Cependant, Gollum finira par perdre l'anneau et c'est un autre hobbit, Bilbon Sacquet, qui découvre par hasard l'anneau dans la caverne. Retrouvé par Gollum, Bilbon lui propose de jouer aux devinettes pour éviter de se faire tuer. Agacé de ne pas trouver la réponse à une énigme, Gollum s'énerve, il s'aperçoit qu'il a perdu l'anneau et décide de tuer Bilbon. Ce dernier porte l'anneau à son doigt et, devenu invisible, parvient à s'échapper.
61 ans plus tard, Bilbon lègue l'anneau à son héritier, Frodon Sacquet. Plus tard, Frodon reçoit pour mission de détruire l'Unique avec l'aide de la Communauté de l'Anneau. Cette mission est l'objet du roman Le Seigneur des anneaux et s'achève par la destruction de l'anneau (et par extension de son maître Sauron) dans le cœur de la Montagne du Destin. Entre-temps, l'Anneau a eu un autre propriétaire provisoire, Samsagace Gamegi qui l'a dérobé à Frodon, inconscient à la suite de l'attaque de l'araignée à la sortie du tunnel, pour éviter qu'il tombe aux mains des Orques, avant de le lui rendre une fois celui-ci a repris conscience et est tiré d'affaire et tous deux reprennent leur route au Mordor.

## Propriétés
L'Anneau unique, constitué d'or, est entièrement lisse et apparait être sans défauts, d'une remarquable rondeur. Rien ne permet a priori de le distinguer d'un autre anneau en or. Seul le feu permet de faire apparaître son inscription, écrite en runes elfiques dans la langue du Mordor, le noir parler : 

« Un Anneau pour les gouverner tous. Un Anneau pour les trouver. Un Anneau pour les amener tous et dans les ténèbres les lier. »

L'Unique possède une volonté propre et peut agir dans une certaine mesure sur son propriétaire. Il peut attiser son désir au point que le propriétaire ne veuille (ou ne puisse) plus s'en séparer. Ainsi, Sméagol (Gollum) devient obnubilé par lui, et Bilbo ne l'abandonne qu'à grand-peine et avec l'aide de Gandalf ; Frodon le revendique comme sien au moment ultime. Cependant, l'anneau peut aussi trouver le moyen de quitter son porteur si c'est dans son intérêt : c'est ainsi qu'il abandonne Gollum et se « laisse » trouver par Bilbo pour quitter la caverne où il est resté inactif durant des siècles.
De plus, en mettant l'anneau, son porteur peut comprendre le langage de certaines créatures, comme lorsque Bilbo le met dans la forêt noire, il entend les araignées parler dans sa propre langue au lieu de leurs simples crissements.
Comme les autres Anneaux de Pouvoir, l'Unique prolonge la vie de son porteur, mais celui-ci devient, au fil des siècles, de plus en plus las. S'il utilise trop fréquemment son pouvoir d'invisibilité, le porteur finit par disparaître dans le monde des ombres, à l'image des Nazgûl, devenant un des Spectres de l'Anneau.
L'Unique a aussi un pouvoir de corruption sur son porteur. Même si celui-ci a les meilleures intentions au départ, il résultera finalement de ses actes des conséquences perverses et néfastes. Les pouvoirs de l'Unique semblent proportionnels à ceux de son porteur. Aussi, est-il très tentant de l'utiliser (en supposant à tort qu'on maîtrisera son côté maléfique) et seules quelques sages personnes (Gandalf, Galadriel ou Aragorn) ont eu la force d'âme de refuser l'anneau qu'on leur proposait, comprenant la menace qui les assaillait. Étrangement, Tom Bombadil n'est pas affecté par le pouvoir de l'Unique ; il ne devient pas invisible non plus quand il le porte.

## Conception et évolution
L'Anneau unique apparaît dès la première édition du Hobbit, mais Tolkien n'avait pas encore écrit Le Seigneur des anneaux à l'époque ; il s'agit donc simplement d'un anneau capable de rendre invisible. Tolkien envisagea de réécrire le Hobbit, notamment pour montrer l'Anneau tel qu'il est dans Le Seigneur des anneaux, mais seul le chapitre « Énigmes dans le noir », dans lequel Bilbon trouve l'anneau, fut modifié.

## Critique et analyse
On trouve le concept d'un « anneau unique » dans la tétralogie Der Ring des Nibelungen (1849-1876) de Richard Wagner, où l'anneau fondu par le nain Albérich est également porteur d'un pouvoir, comme celui de se rendre invisible ; cependant, à un commentateur qui disait « l'Anneau est, d'une certaine manière, "der Nibelungen Ring" », Tolkien répliqua :

« Ces deux anneaux sont ronds, et c'est là leur seule ressemblance. »

— J. R. R. Tolkien, Lettre à ses éditeurs Allen & Unwin à propos de la préface de l'édition suédoise du Seigneur des anneaux

## Adaptations
- L'Anneau unique est présent dans les adaptations du Seigneur des anneaux et de Bilbo le Hobbit.
  - Dans l'adaptation radiophonique du Seigneur des anneaux par la BBC en 1981, les Nazgûl chantent l'inscription de l'Anneau unique.
  - Dans l'adaptation cinématographique, Le Hobbit de Peter Jackson, le cinéaste montre l'anneau d'une manière très différente par rapport au livre : en effet, si le livre Bilbo le Hobbit ne présente jamais l'anneau récupéré par Bilbon comme l'Anneau unique, dans ce film Jackson multiplie les effets pour montrer au spectateur que l'objet n'est pas aussi banal qu'on voudrait le croire. Cependant, il n'est jamais nommé « Anneau unique ». Bilbon semble également tomber très rapidement sous l'emprise de l'anneau, et est déjà fasciné par lui ; il n'hésite pas à tuer et à mentir pour l'Unique.
- Il a inspiré nombre de dessinateurs, comme John Howe[3].
- Il a donné son nom au jeu de rôle L'Anneau Unique.